# Kanton Berlaimont
Berlaimont is een voormalig kanton van het Franse Noorderdepartement. Het kanton maakte deel uit van het arrondissement Avesnes-sur-Helpe. In maart 2015 werd het kanton opgeheven en werden de gemeenten opgenomen in het nieuwe kanton Aulnoye-Aymeries.

## Gemeenten
Het kanton Berlaimont omvatte de volgende gemeenten:
- Aulnoye-Aymeries
- Bachant
- Berlaimont (hoofdplaats)
- Écuélin
- Hargnies
- Leval
- Monceau-Saint-Waast
- Noyelles-sur-Sambre
- Pont-sur-Sambre
- Saint-Remy-Chaussée
- Sassegnies
- Vieux-Mesnil